# Богдарня
Богдарня — деревня в Петушинском районе Владимирской области России, входит в состав Петушинского сельского поселения.

## География
Деревня расположена на берегу озера Богдаринское (пойма Клязьмы) в 12 км на юго-запад от райцентра города Петушки.

## История
Рядом с деревней расположено несколько археологических памятников.
Стоянка № 1. Неолит, льяловская культура. 200 метров к северо-востоку от деревни, на южном берегу озера Ростовец. 

Стоянка № 2. Неолит, льяловская культура. 200 метров к северу от деревни на берегу реки Клязьма, южный берег озера Ростовец. 

Поселение № 1. Неолит, предположительно поздняковской культуры эпоха бронзы. 1 километр к востоку от деревни. 

Поселение № 2 (Лопачи 2). Неолит, эпоха бронзы. 1,2 километра к востоку от деревни. 

Поселение № 3 (Лопачи 1). Неолит, эпоха бронзы, XII—XIII века. Около 1 километра к северо-востоку от деревни у станции мерзлотоведения МГУ. В нижних горизонтах культурного слоя находки предположительно льяловской и рязанской неолитической культуры, поздняковской культуры. В верхних горизонтах — обломки древнерусской керамики. 

Поселение № 4. Эпоха бронзы. Около 1,5 км к северо-востоку от деревни. Культурный слой мощностью около 2 метров. В нижних горизонтах кремниевые орудия, выше ранние этапы дьяковской культуры. По мнению археолога В. В. Сидорова здесь располагалось городище.
Крестьяне деревни Богдарня упоминаются в качестве понятых в спорном деле 1689 года о земле Багаевского притча.
В конце XIX — начале XX века деревня входила в состав Покров-Слободской волости Покровского уезда, с 1921 года — в составе Покровской волости Орехово-Зуевского уезда Московской губернии. В 1859 году в деревне числилось 50 дворов, в 1905 году — 68 дворов, в 1926 году — 92 двора.
С 1929 года деревня входила в состав Борокского сельсовета Петушинского района Московской области, с 1939 года — в составе Крутовского сельсовета, с 1944 года — в составе Владимирской области, с 1945 года — в составе Покровского района, с 1960 года в составе Петушинского района, с 2005 года — в составе Петушинского сельского поселения.

## Население
| 1859 | 1905 | 1926 | 2002 | 2010 | 2021 |
| ---- | ---- | ---- | ---- | ---- | ---- |
| 311  | ↗410 | ↘339 | ↘13  | ↗20  | ↘17  |